# Eirene pyramidalis
Eirene pyramidalis is een hydroïdpoliep uit de familie Eirenidae. De poliep komt uit het geslacht Eirene. Eirene pyramidalis werd in 1862 voor het eerst wetenschappelijk beschreven door Agassiz. 